# Balsa (bướm đêm)
Balsa là một chi bướm đêm thuộc họ Noctuidae.

## Các loài
- Balsa labecula (Grote, 1880)
- Balsa malana (Fitch, 1856)
- Balsa tristigella (Walker, 1866)